# Голяма синагога (Одрин)
Ортодоксалната Голяма синагога (на турски: Büyük Sinagogu; на иврит: כל קדוש ה-גדול, Кал Кадош ха-Гадол) в Одрин, Турция се намира на улица „Маариф“ 10.

## История
Големият пожар в града от 1905 г. засяга повече от 1500 къщи и много обществени сгради, сред които 13 синагоги. Еврейската общност от около 20 000 души спешно се нуждае от молитвен дом. След разрешение от османското правителство и от султан Абдул Хамид II в квартал Суричи (Suriçi) на мястото на предишните синагоги Майор (Mayor) и Пуля (Pulya) започва строителството на новата синагога на 6 януари 1906 г.
Сградата е проектирана от френския архитект Франс Дьопре (France Depré) в сефарадския неомавретански стил на бившия Леополдщатски храм във Виена – тогава най-голямата синагога в Европа. Стойността на обекта е 1200 златни лири. Открит е в навечерието на Пасха през април 1909 г. С капацитета си за побиране на 1200 вярващи (900 мъже и 300 жени в отделни помещения) тогава е най-големият юдейски храм в Турция и на 3-то място в Европа.
Синагогата е изоставена през 1983 г., след като по-голямата част от еврейската общност напуска града и емигрира в Израел, Европа и Северна Америка. Храмът преминава под контрола на Генералната дирекция на вакъфите (ГДВ) на Турция през 1995 г. Изоставената в руини синагога и прилежащите ѝ постройки са реставрирани от ГДВ за 5 години, което възлиза на стойност 5,7 милиона лири (ок. 2,5 млн. щ. долара).
Тя е открита наново с тържество и шахарит (сутрешна молитва), с участието на много юдаисти и в присъствието на гости (включително вицепремиера Бюлент Арънч и други турски високопоставени официални лица) на 26 март 2015 г. На улицата край храма е опънат банер с надпис: „Добре дошли у дома, наши стари съседи!“